# GSC3729-439
GSC3729-439 — хімічно пекулярна зоря спектрального класу A0, що має видиму зоряну величину в смузі V приблизно 12,0.